# Simon Rrota
Simon Rrrota (Shkodra, 1887. október 23. – Shkodra, 1961. január 27.) albán festő, grafikus. Justin Rrota ferences szerzetes, filológus bátyja.

## Életútja és munkássága

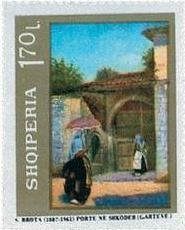
A Shkodrai kapu (1936)

Az észak-albániai Shkodrában született, ott végezte el a helyi ferencesek kollégiumát. Ezzel párhuzamosan a helyi olasz kézműipari iskola növendéke is volt, ahol Saverio Polarolitól rajzolni tanult. Később Kolë Idromeno keze alá került, tőle sajátította el a grafika és a festészet alapjait. Később 1915-ig a milánói Brera Szépművészeti Akadémián képezte tovább magát, valamint franciaországi tanulmányúton járt. Albániába való hazatérését követően fényképészstúdiót nyitott Lushnjában, majd nyugdíjazásáig szülővárosában, Shkodrában tanított.
Elsősorban shkodrai városképei, népies zsánerképei és portréi nevezetesek. Művészetét élénk színkezelés és részletgazdagság jellemezte, előszeretettel örökítette meg az észak-albániai népviseleteket, némelyik festménye néprajzi hitelességű dokumentáció. Legismertebb alkotásai közé tartozik Te pusi i fshatit (’A falu kútjánál’, 1934) és Portë në Shkodër (’Shkodrai kapu’, 1936) című festményei. Festményeivel részt vett az 1931. május 24-én Tiranában megnyílt első képzőművészeti kiállításon. Tanítványai közé tartozott Jakup Keraj.